# Nam Dương (phường)
Nam Dương là một phường thuộc quận Hải Châu, thành phố Đà Nẵng, Việt Nam.
Phường có diện tích 0,24 km², dân số năm 1999 là 8.941 người, mật độ dân số đạt 37.254 người/km².